# Barantolla lepte
Barantolla lepte is een borstelworm uit de familie Capitellidae.
De wetenschappelijke naam van de soort werd in 1974 gepubliceerd door Hutchings.